# Bad Sooden-Allendorf
Bad Sooden-Allendorf – miasto uzdrowiskowe w Niemczech, w kraju związkowym Hesja, w rejencji Kassel, w powiecie Werra-Meißner.

## Współpraca
Miejscowości partnerskie:
- Bad Frankenhausen/Kyffhäuser, Turyngia
- Krynica-Zdrój, Polska
- Landivisiau, Francja